# Hanns Gabelmann
Hanns Gabelmann (* 26. Dezember 1936 in Stuttgart; † 5. September 1996 in Bonn) war ein deutscher Klassischer Archäologe.
Hanns Gabelmann studierte zunächst an der Philipps-Universität Marburg, wo Friedrich Matz sein erster bedeutender akademischer Lehrer wurde. Er wurde 1963 mit Studien zum frühgriechischen Löwenbild promoviert. Danach ging er für drei Jahre als wissenschaftlicher Assistent an die Universität des Saarlandes und schließlich 1966 an die Rheinische Friedrich-Wilhelms-Universität Bonn. Dort habilitierte er sich 1971 mit der Schrift Die Werkstattgruppen der oberitalischen Sarkophage. Danach wurde Gabelmann zunächst Wissenschaftlicher Rat. 1973 wurde er auf den neu geschaffenen zweiten Lehrstuhl für Klassische Archäologie in Bonn berufen und lehrte nun für über 20 Jahre neben Nikolaus Himmelmann. Mit seinen Studien, die kunstwissenschaftliche und historische Aspekte miteinander zu verbinden suchten, begründete er eine eigene bedeutende archäologische Schule. Zu seinen Schülern gehörten viele in- und ausländische Studenten. Er gilt als einer der ersten Archäologen, die die Geodäsie in die akademische Lehre einbezogen.
Gabelmann forschte zunächst vor allem zur griechischen Kunstgeschichte. Seit den frühen 1960er Jahren wuchs mehr und mehr sein Interesse für die römischen Denkmäler. Insbesondere widmete er sich den provinzialrömischen Hinterlassenschaften. Hier beschäftigte er sich besonders mit der gallo-römischen Kunst und der Entwicklung der mittelalterlichen Kunst aus der Kunst der Antike sowie den Grabbauten und Grabskulpturen. Zuletzt forschte er insbesondere zur Ikonografie der römischen Staats- und Grabreliefs. In der akademischen Lehre deckte er den gesamten Zeitraum vom homerischen Griechenland bis zur Spätantike ab.